# Nippon Oil

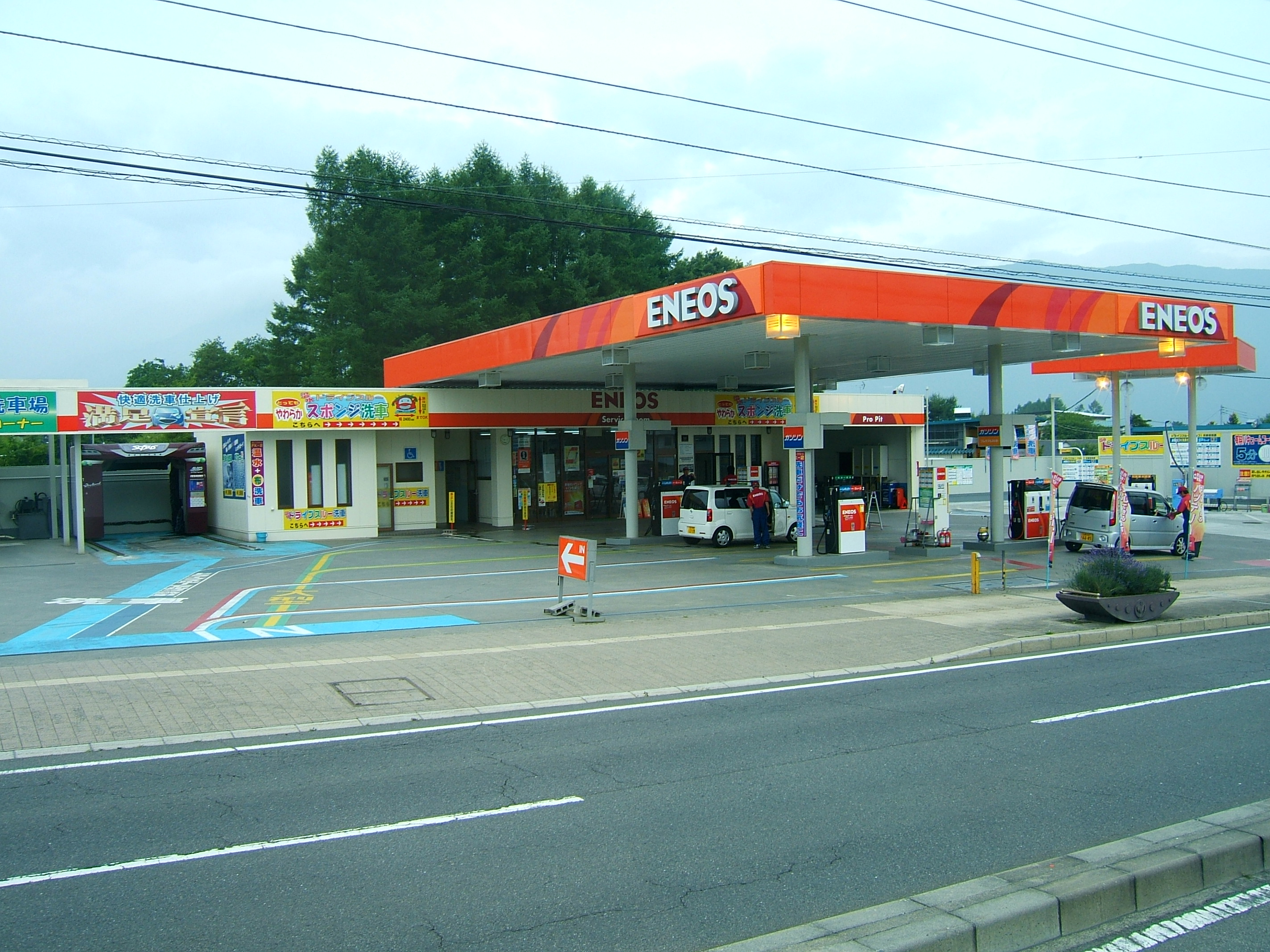
Une station-service ENEOS au Japon

Nippon Oil Corporation (新日本石油株式会社, Shin Nihon Sekiyu Kabushiki-gaisha) (TSE : 5001), ou NOC, est un groupe pétrolier japonais qui fait partie des constituants du TOPIX 100. Les produits de la compagnie sont vendus sous la marque ENEOS.

## Historique
L'entreprise a été fondée en 1888 sous l'appellation Nippon Oil (日本石油, Nihon Sekiyu). En 1999, elle fusionne avec Mitsubishi Oil (三菱石油, Mitsubishi Sekiyu). La nouvelle entité prend le nom de Nippon Mitsubishi Oil (日石三菱, Nisseki Mitsubishi) jusqu'en 2002, où elle adopte à nouveau son nom d'origine : Nippon Oil.
En octobre 2009, Nippon Oil annonce sa fusion avec Nippon Mining pour former JX Holdings.